# الکوبیلا دو نوگالس
الکوبیلا دو نوگالس (به اسپانیایی: Alcubilla de Nogales) یک شهرستان در اسپانیا است که در استان سامرا واقع شده‌است.